# Mieczysław Kacperczyk
Mieczysław Kacperczyk ps. „Kamień” (ur. 2 listopada 1905 w Piotrkowie Trybunalskim) – polski pedagog, wykładowca akademicki, dziekan (1945–1969; 1972–1975) Wydziału Wychowania Muzycznego Państwowej Wyższej Szkoły Muzycznej w Łodzi.

## Życiorys
Przed II wojną światową pracował jako nauczyciel śpiewu i muzyki w szkołach ogólnokształcących w Łodzi oraz w Państwowym Seminarium Nauczycielskim Męskim, Szkole Ćwiczeń im. Stanisława Konarskiego w Warszawie, na Wydziale Nauczycielskim Konserwatorium Warszawskiego oraz w Państwowym Seminarium Nauczycielskim i na Kursie Nauczycielskim w Radzyminie. Podczas II wojny światowej działał w konspiracji. W stopniu kaprala działał w Komendzie Głównej Armii Krajowej – Oddział VI Biuro Informacji i Propagandy. Uczestniczył w powstaniu warszawskim, po którym opuścił Warszawę wraz z ludnością cywilną.
Po wojnie był organizatorem XXIII Gimnazjum i Liceum Ogólnokształcące dla młodzieży i XXIV Gimnazjum i Liceum dla Pracujących. Ponadto był profesorem i dziekanem (1945–1969; 1972–1975) Wydziału Wychowania Muzycznego Państwowej Wyższej Szkoły Muzycznej w Łodzi oraz w 1961 inicjatorem powołania Katedry Problematyki Wychowania Muzycznego. Był autorem podręczników muzycznych dla szkół ogólnokształcących i zakładów kształcenia nauczycieli, a także autorem projektów programów nauki śpiewu i muzyki dla szkół podstawowych, średnich, pedagogicznych, artystycznych i kursów nauczycielskich.

### Życie prywatne
Był synem Władysława Kacperczyka i Marianny z domu Fuzowskiej, jego żoną była Anna – nauczycielka.

## Wyróżnienia
- Nagroda Miasta Łodzi (1988) – za całokształt działalności naukowej i dydaktycznej w dziedzinie muzyki[7].